# Halve Neuro
Halve Neuro is een Nederlandstalige hiphopformatie uit België.

## Biografie
De eerste uitgave van de band was de single Fritkot in de zomer van 2010, die geproduceerd werd door Money P. Het nummer werd al snel een internethit en er volgden optredens in onder meer Trix Club, Petrol Club en het Rodeo festival en voor het voorprogramma van onder meer Lee Perry, Mad Cobra en Necro. In juni 2011 volgde de single Pakt de velo, die gebruik maakte van de beats van Wiz Khalifa's Black and Yellow en die al snel door de nationale media werd opgepikt. Een passage op Laundry Day in Antwerpen volgde. In datzelfde jaar ontvingen de hiphoppers van Halve Neuro tevens de Vlaamse Rap Award voor beste mixtape voor hun uitgave van Half en half.
Zangeres Slongs Dievanongs bouwt sinds 2012 ook aan een solocarrière. In juni 2015 bracht hij samen met de Ringlandband - verder bestaande uit Styrofoam, Slongs Dievanongs, Merdan Taplak, Bart Peeters, Pieter Embrechts en Marcel Vanthilt - het protestnummer Laat de Mensen Dansen uit tegen het BAM-tracé in Antwerpen en voor de realisatie van Ringland. Het nummer werd echter geband door o.a. de VRT en Q-music omdat het te politiek getint zou zijn.